# Aigle à deux têtes

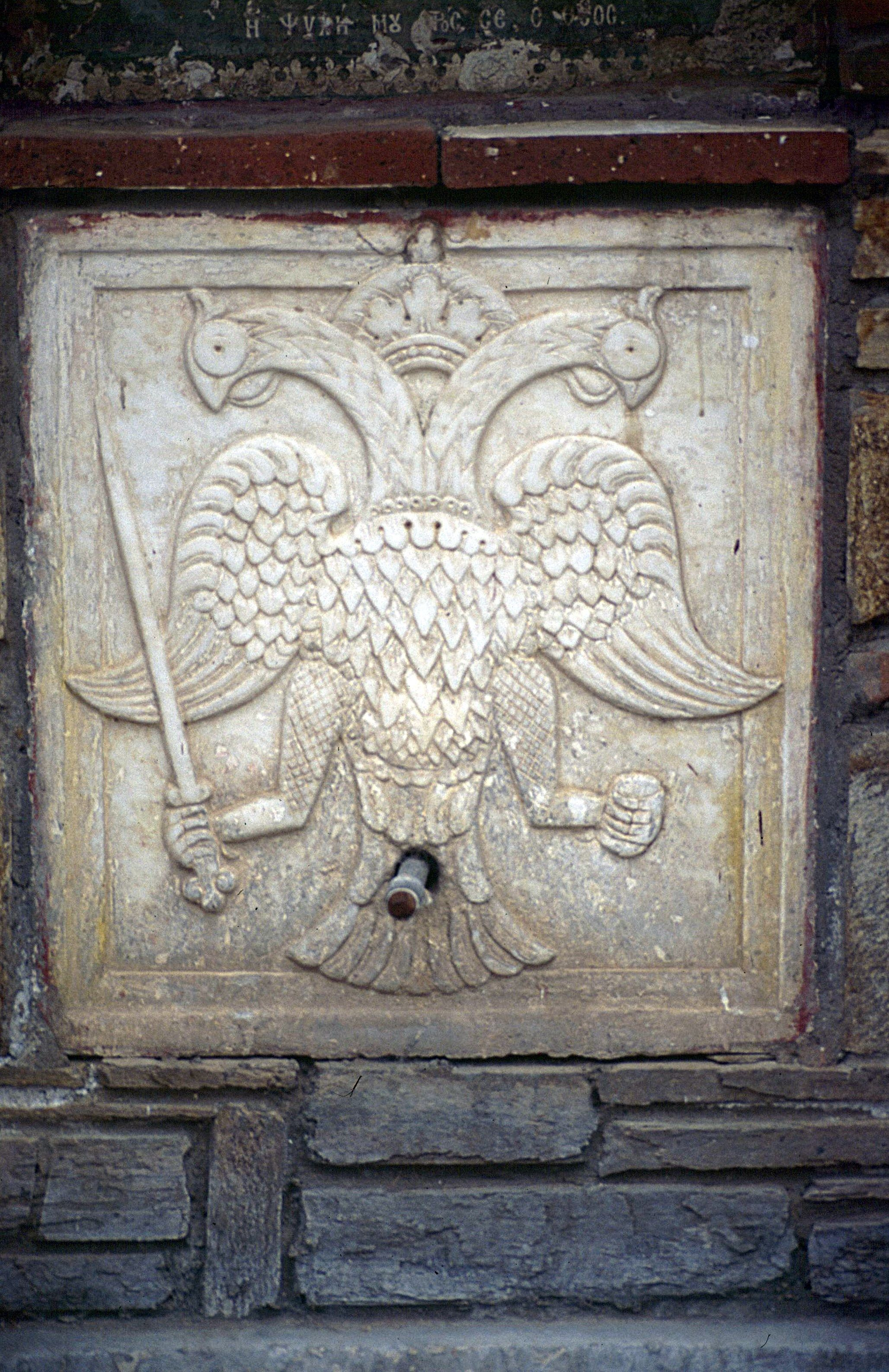
Aigle bicéphale romain d'Orient sur un muret du XIIIe siècle, mont Athos, Monastère de Hilandar.

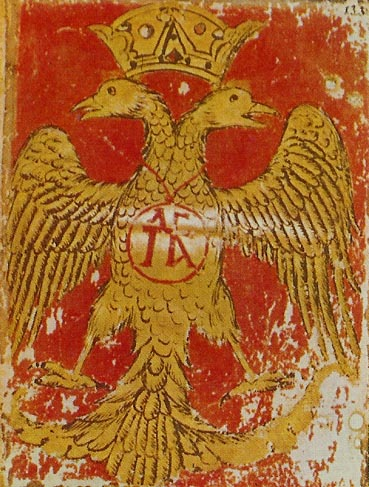
La première aigle à deux têtes de la dynastie romaine d'Orient des Paléologue, fresque du XIVe siècle.

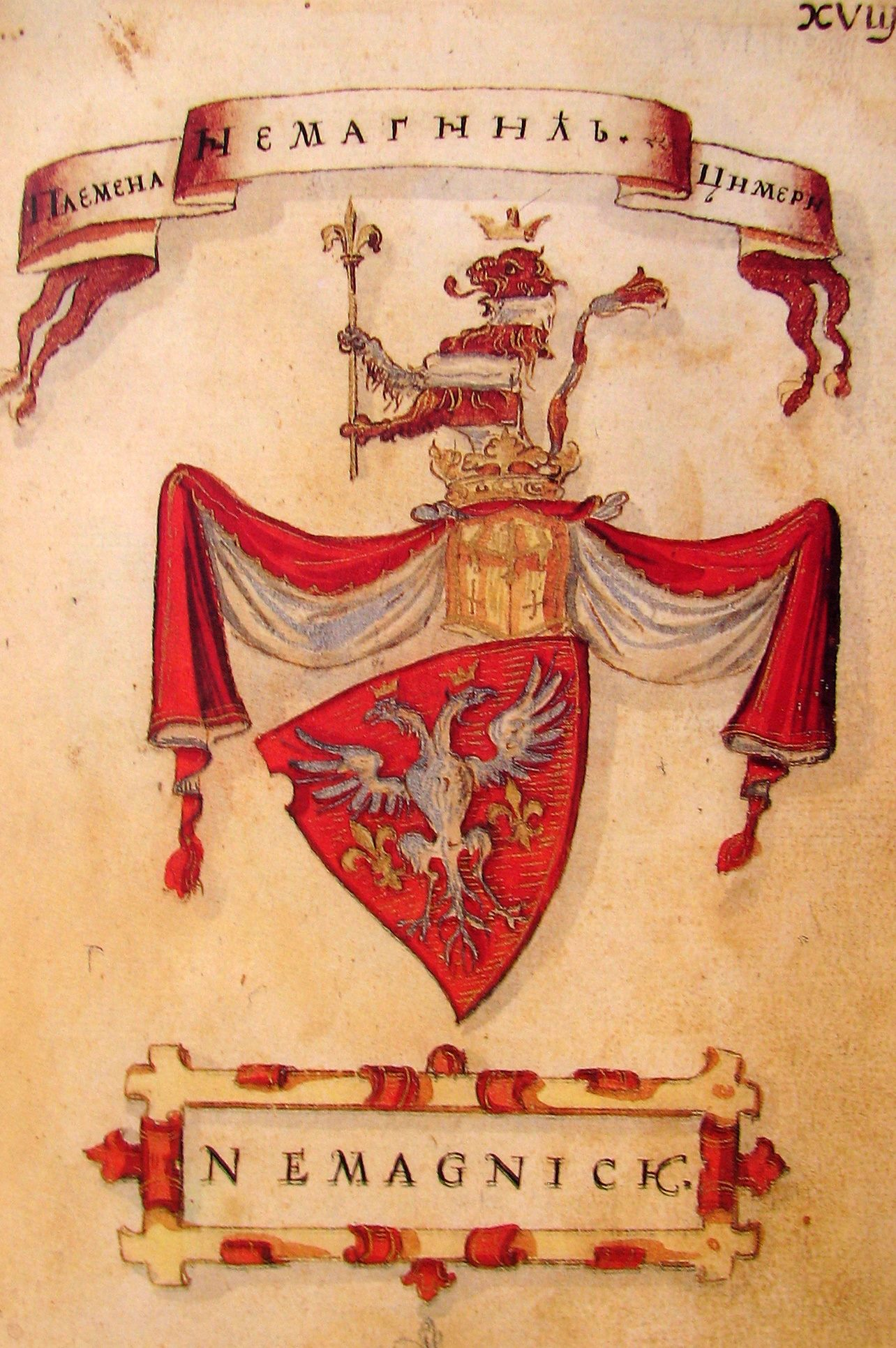
Aigle à deux têtes de la dynastie des Nemanjic 1166, sur un bouclier de chevalier serbe.

Pour le géant processionnaire, voir Aigle à deux têtes (géant d'Ath).
Pour les articles homonymes, voir Aigle (homonymie).
L’aigle à deux têtes  ou aigle bicéphale est un symbole qu'on retrouve en héraldique et en vexillologie. Les plus anciennes représentations d'aigle à deux têtes apparaissent au  IIIe millénaire av. J.-C. à Arinna et à Zippalanda en Anatolie centrale et chez les Hattis,.
L’aigle romaine, symbole par excellence des légions ayant défendu le limes, devient bicéphale après la division de l'Empire romain, dans l’héraldique romaine d'Orient qui l’adopte avec la dynastie macédonienne des Paléologue (Xe siècle) et dans l’héraldique. Plusieurs monarchies orthodoxes l’arborent ensuite (Serbie, Russie…) mais aussi des monarchies catholiques, dont le Saint-Empire romain germanique et la monarchie des Habsbourg en Europe centrale.

## Historique d'apparition
L'aigle à deux têtes apparaît comme symbole vexillologique ainsi par ordre chronologique :
- Royaume hittite, 2000 ans av. J.-C.[2],[1] (on ignore si le symbole était étatique ou religieux).
- Dynasties byzantines, à partir du Xe siècle (au niveau dynastique : le symbole de l'Empire au niveau étatique était le labarum au chrisme).
- Sultanat de Roum, le motif de l'aigle à deux têtes a été adopté par le sultanat seldjoukide de « Roum » (littéralement : sultanat du « pays romain » d’où l'aigle à deux têtes comme symbole) et par plusieurs Beylicats turcs de l'Anatolie médiévale au début du XIIIe siècle.

### Au niveau étatique
- Royaume de Serbie, puis Empire serbe, sous la dynastie Nemanjić depuis 1166[3] puis la Serbie moderne et le royaume de Yougoslavie de 1918 à 1941.
- Saint-Empire romain germanique à partir de 1368 (au niveau étatique) puis la Confédération germanique de 1815 à 1866 (voir Armoiries de l'Allemagne).
- Autriche-Hongrie : à partir de 1867 l'aigle bicéphale symbolise la « double monarchie ».
- Certaines familles nobles de France à partir de 1408 : voir Armorial des familles d'Auvergne.
- En Albanie en 1443 par Georges Castriote Skanderbeg, comme symbole de sa foi chrétienne et sa lutte contre les Ottomans)[4],[5]. L'Albanie moderne l'adopte aussi en 1912 lors de son indépendance.
- Russie en 1472, à la suite du mariage de Sophie Paléologue avec le grand-prince de Moscou, Ivan III : abolie de 1917 à 1991, l'aigle bicéphale impériale est réadoptée par la Russie moderne en 1992.
- Grèce dans le drapeau de l'Épire du Nord de 1914.
- Arménie en 1918 et depuis 1992 (second quartier des Armoiries de l'Arménie).
- Bosnie-Herzégovine par la république serbe de Bosnie depuis 1992.
- Monténégro depuis 2004.

Elle apparaît également encore aujourd'hui sur le drapeau du Patriarcat œcuménique de Constantinople, les drapeaux Russo-biélorusse, albanais, monténégrin et serbe.

## 1166 - aujourd'hui: la Serbie avec la Dynastie des Nemanjić
La dynastie serbe des Nemanjić a adopté le symbole des Paléologue (XIIe siècle) comme un signe d'attachement à l'orthodoxie et un symbole de l'alliance entre Serbes et Grecs. Chez les Serbes, les deux têtes symbolisent le royaume de Dieu et le royaume terrestre. L'aigle bicéphale fait partie du drapeau de la Serbie (royaume de Serbie au XIXe siècle, royaume des Serbes, Croates et Slovènes et royaume de Yougoslavie au XXe siècle, république de Serbie au XXIe siècle).
Les Serbes sont les seuls à utiliser une aigle bicéphale blanche. La république serbe de Bosnie l’adopte également en 1992. Le drapeau du Monténégro l’arbore depuis 2004.

## 1250 - 1938: du symbole impérial romain-germanique à l’Autriche

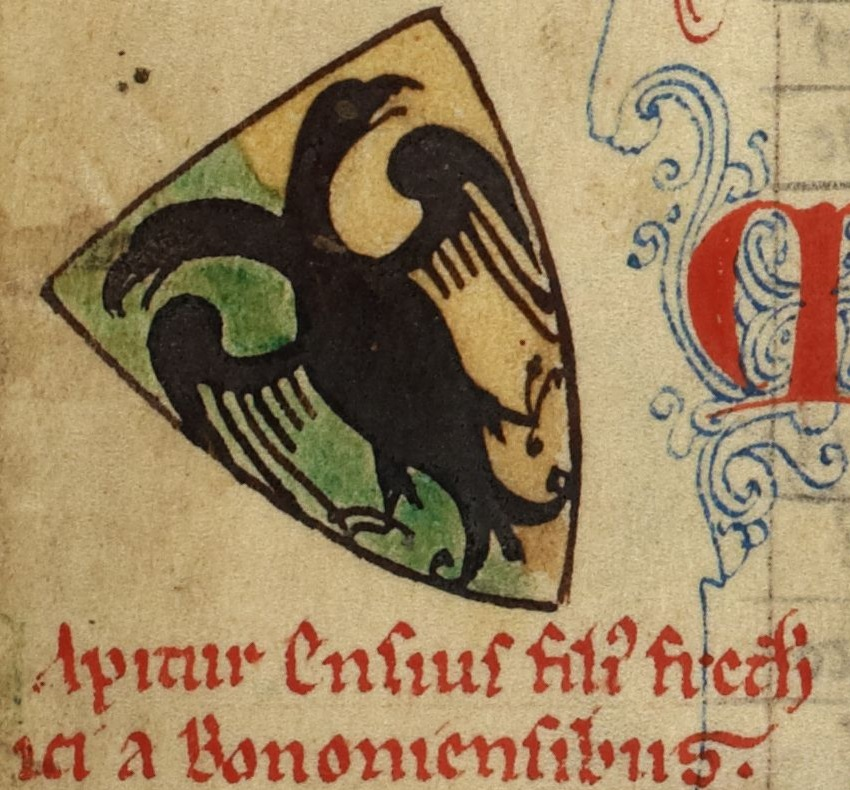
Armes d’Enzo de Sardaigne dans la Chronica Majora de Matthieu Paris.

À l’Ouest, la plus ancienne mention héraldique est le fait de Matthieu Paris, dans un manuscrit à l’attention de Frédéric II du Saint-Empire datant de 1250 (voir illustration). L’adoption de l’aigle bicéphale, qui plus est par un fils bâtard de l’empereur du Saint-Empire romain germanique, précéderait donc de dix ans l’arrivée au pouvoir des Paléologue auxquels est traditionnellement attribuée la primauté du symbole. Toutefois certains historiens grecs repoussent d’autant, voire de deux siècles, jusqu’à Isaac Ier Comnène (1057-1059) l’usage héraldique de l’oiseau impérial.
Sigismond Ier du Saint-Empire adopte, vers 1400, les armes « d'or, à l'aigle bicéphale de sable, membrée, becquée et liée de gueules » comme emblème impérial romain germanique, en remplacement des mêmes à l’aigle monocéphale.

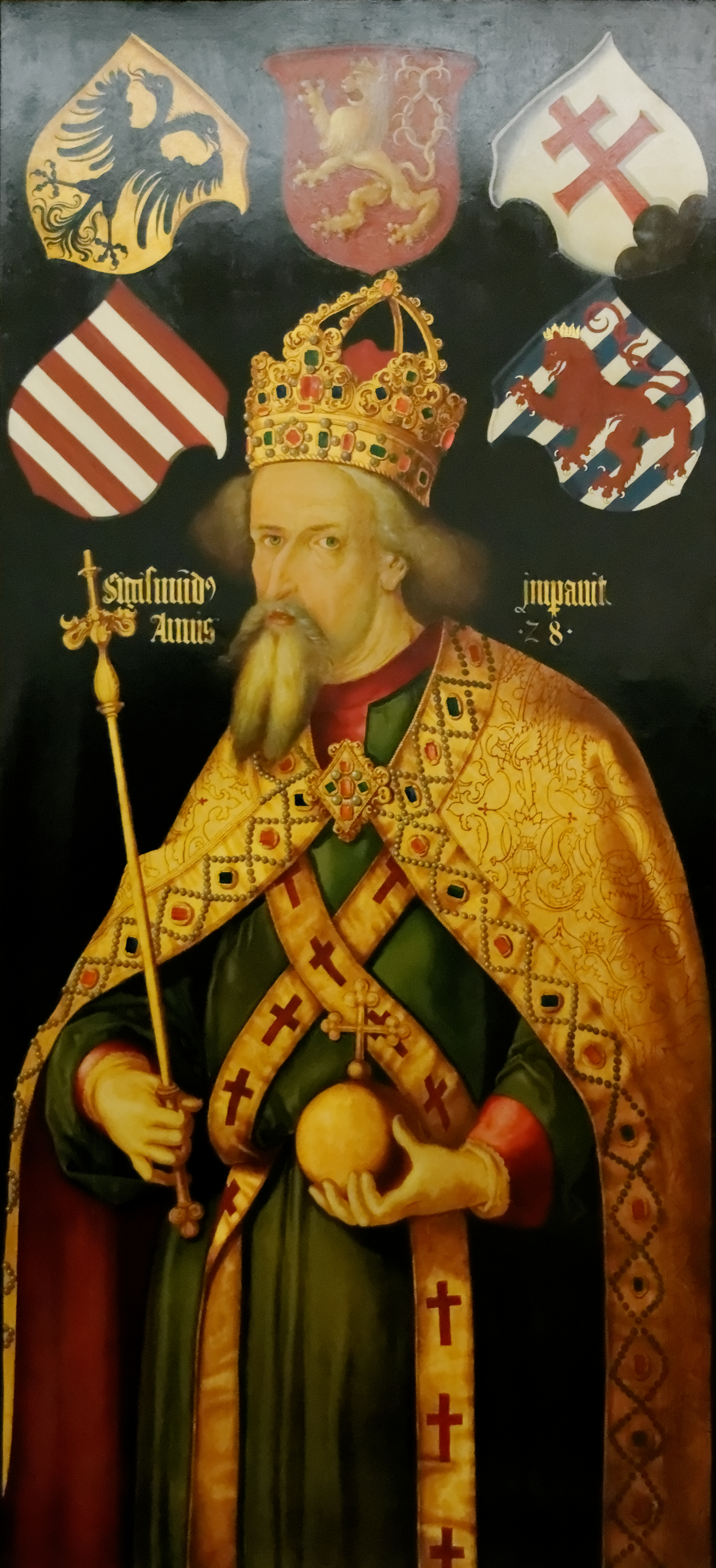
Albrecht Dürer, Portrait de Sigismond de Luxembourg, empereur du Saint-Empire, vers 1510-1513.

Progressivement devenues le symbole du Saint-Empire romain germanique, et presque indissociables des Habsbourg, ces armes sont reprises par l’empire d'Autriche (1804-1918) à la dissolution du Saint Empire. Encore en usage dans la république d'Autriche (1919-1938), elles ne sont plus en usage dans l’Autriche actuelle qui a préféré la version monocéphale en usage en Prusse et dans l’Empire allemand.
La Confédération germanique (1815-1866), dont l'empire d'Autriche fait partie, adopte elle aussi l'aigle bicéphale. L’Empire allemand, pour sa part, préfère les armes prussiennes, presque identiques à la version « pré-habsbourgeoise » des armes impériales germaniques.

## 1472-1917: des grands-princes de Moscou aux tsars de toutes les Russies
Ivan III de Russie, en épousant Sophie Paléologue, se revendique héritier, sinon d’un empire défunt et de la charge de le relever, du moins de son histoire et de sa symbolique universelle. L’aigle à deux têtes devient un symbole de la Troisième Rome (Constantinople ayant été la deuxième).
Les tsars russes ont adopté l’aigle bicéphale pour se définir comme successeurs de l’Empire byzantin après la chute de Constantinople en 1453, mais aussi pour symboliser leur domination sur les nombreuses principautés russes qu’ils finissent par rassembler sous leur sceptre (d’où le titre de « Tsars de toutes les Russies ») ou bien, dans une autre interprétation, sur l’Ouest (Russie d’Europe) et sur l’Est (Russie d’Asie).

## Ailleurs
L'aigle bicéphale apparaît également sur les armoiries de Bertrand du Guesclin, connétable de France.
Le géant du cortège de la ducasse d'Ath est aujourd'hui l'une des plus célèbres statues d'aigle à deux têtes. L'aigle n'est devenue bicéphale qu'en 1854, évoquant ainsi le blason de la ville - bien que sa forme soit assez éloignée de l'emblème héraldique.
On la retrouve également dans les armoiries des villes de Renaix, Laigle, d'Alençon, d'Ath, d’Argentan et de Cambrai.
En 2021, un reportage d’Alexeï Navalny montrant le palais dont Vladimir Poutine serait l’usufruitier sur une côte de la mer Noire, révèle que le portail d’entrée est orné d’une aigle à tête double, identique à celle du Palais d'Hiver.

Dynastie des Nemanjic, Serbie depuis 1166
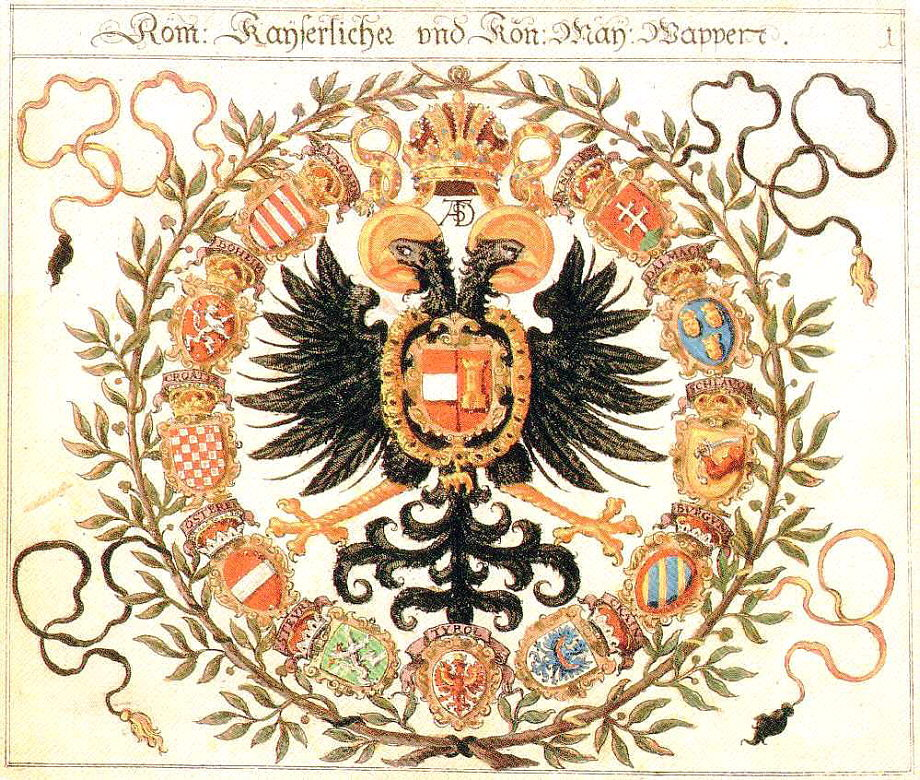
Saint-Empire romain germanique à partir de 1400
Empire de Trébizonde jusqu'en 1461
Armoiries de la principauté de Théodoros jusqu'en 1475
Russie impériale (1682) : comme symbole de la Troisième Rome, Moscou reprend le blason de l'Empire romain d'Orient.
Russie
Confédération allemande
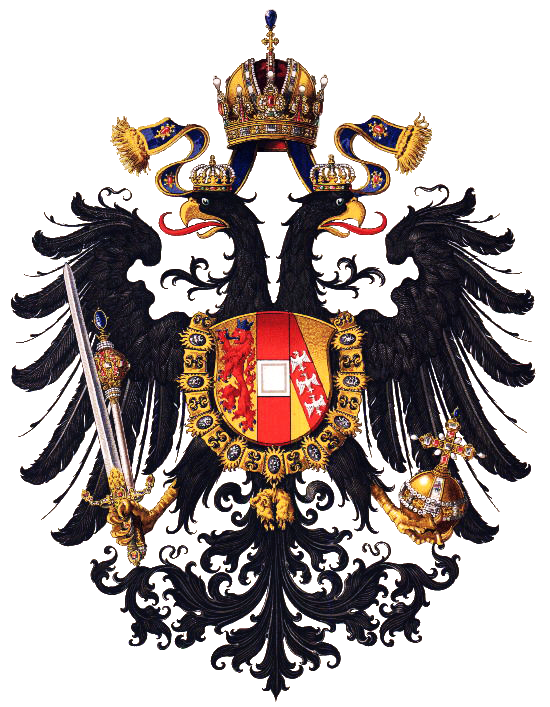
Empire d'Autriche
Albanie
Yougoslavie la dynastie serbe des Karađorđević reprend le blason traditionnel des Nemanjic.
Serbie-Monténégro
Serbie
Monténégro
République serbe de Bosnie.
Arnhem
Groningue (ville)
Nimègue
Bolsward
Essen
Lübeck
Neuss
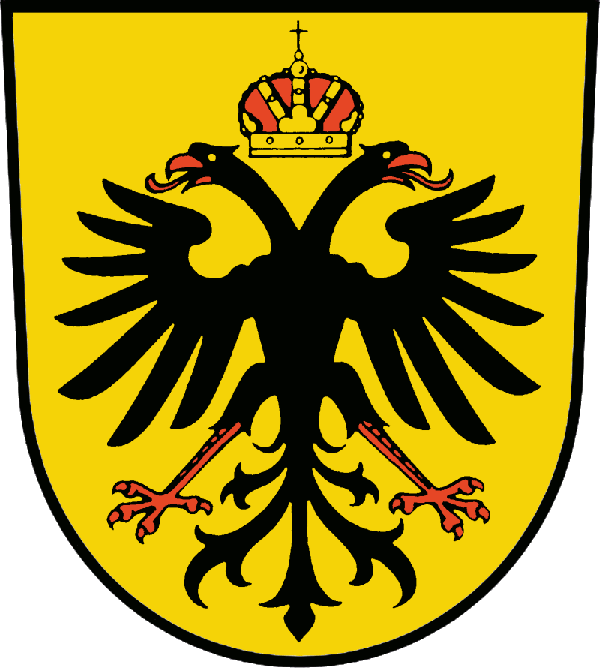
Ruhland
Cambrai
Perth (Écosse)
Royaume de Mysore
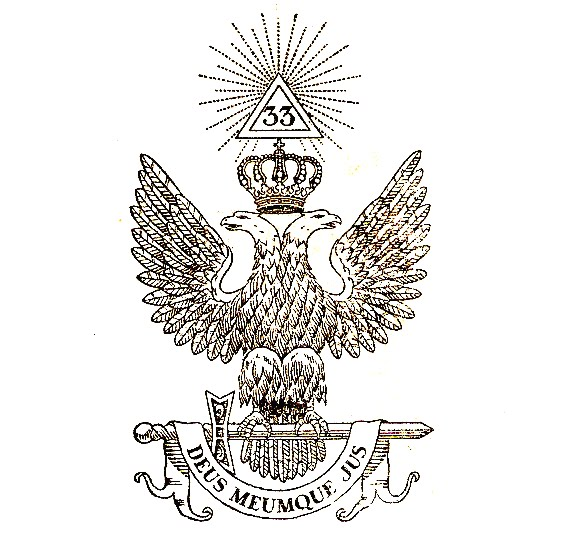
Aigle bicéphale, symbole d’Orient et d’Occident dans les hauts grades maçonniques du Rite écossais ancien et accepté.
Renaix
Ath